# Světový den humanistů
Světový den humanistů je humanistický svátek, který se každoročně slaví na celém světě v den červnového slunovratu, který obvykle připadá na 21. června. Podle Humanists International je tento den způsobem, jak šířit povědomí o humanismu jako filozofickém životním postoji a prostředku k uskutečňování změn ve světě. Je také vnímán jako čas pro společenská setkání humanistů a propagaci pozitivních hodnot humanismu.

## Historie
Svátek se rozšířil v 80. letech 20. století, kdy ho začalo slavit několik poboček Americké humanistické asociace (AHA). Zpočátku se různé skupiny v rámci AHA nemohly dohodnout, zda Světový den humanismu slavit v den výročí založení Mezinárodní humanistické a etické unie (IHEU), nebo na památku jiných událostí. Na přelomu 80. a 90. let 20. století přijala AHA a později IHEU rezoluce, které vyhlásily Světový den humanismu na den letního slunovratu.

## Formát a aktivity
Způsob oslav Světového dne humanismu se v jednotlivých místních humanistických skupinách značně liší, což odráží individualitu a nedogmatičnost humanismu jako celku. Některé skupiny vyvíjejí složité společenské rituály, hudbu a jednání, které zdůrazňují metaforickou symboliku slunovratu a světla (poznání), které nás vyvádí z temnoty (nevědomosti).

## V současné době
Světový den humanistů je svátkem mnoha humanistických organizací. Humanists International uvádí několik různých způsobů, jakými národní a místní humanistické skupiny slaví Světový den humanismu. Například nizozemská organizace Humanistisch Verbond vysílala v nizozemské televizi krátké filmy o Světovém dni humanistů. Irská humanistická asociace uspořádala na oslavu tohoto dne čtení poezie v parku. Asociace humanistů na Floridě doporučila skupinám, aby na Světový den humanismu pořádaly kurzy Úvod do humanismu.